# Hermann Scholl
Hermann Scholl (Stuttgart, 21 de junho de 1935) é um engenheiro alemão.
De 1993 a 2003 foi presidente e diretor executivo (CEO) da Robert Bosch GmbH.
Nasceu em Stuttgart e estudou após o Abitur engenharia elétrica na Universidade de Stuttgart. Após o doutorado começou a trabalhar na Bosch em 1962. Já em 1973 tornou-se membro do conselho diretor e em 1975 membro do conselho gestor. Em 1993 foi nomeado presidente do conseho gestor, sucessor de Marcus Bierich.